# Johnsonville (Alabama)
Johnsonville, también conocida como Johnstonville, Franklintown o Zeru, es una comunidad no incorporada en el condado de Conecuh, Alabama, Estados Unidos.

## Historia
Una oficina de correos operó bajo el nombre de Zeru desde 1893 hasta 1908.
La Casa de Campo de Asa Johnston, que figura en el Registro de Monumentos y Patrimonio de Alabama y en el Registro Nacional de Lugares Históricos, se encuentra en Johnsonville.